# Richard de Gloucester (évêque de Bayeux)
Pour les articles homonymes, voir Richard de Gloucester.
Richard de Gloucester (Ricardus) est un évêque de Bayeux du début du XIIe siècle.

## Famille
Richard est le fils illégitime de Robert de Gloucester, 1er comte de Gloucester et d'Isabelle, fille de Samson de Worcester, évêque de Worcester (1096-1112). Il est le neveu de Richard de Douvres, son prédécesseur à l'évêché de Bayeux.

## Biographie
Bâtard de Robert de Gloucester, son père lui obtient l'évêché de Bayeux par son appui auprès du roi Henri Ier. L'archevêque de Rouen Hugues III d'Amiens ne le consacre évêque de Bayeux qu'en 1135, avec l'accord du pape Innocent II.
Il fait don de l'église et de la dîme d'Isigny au chapitre cathédral en 1138. La même année, il consacre à la Sainte Vierge l'abbatiale d'Ardenne,.
Richard meurt en 1142.